# Hylaeus rufipes
Hylaeus rufipes är en biart som först beskrevs av Smith 1853.  Hylaeus rufipes ingår i släktet citronbin, och familjen korttungebin. Inga underarter finns listade i Catalogue of Life.